# David Mor
David Mor (hebrejsky: דוד מור, narozen 21. září 1941) je izraelský politik a bývalý poslanec Knesetu za stranu Likud.

## Biografie a politická dráha
V izraelském parlamentu zasedl po volbách v roce 1984, do nichž šel za stranu Likud. Mandát ale získal až dodatečně, v říjnu 1988, jako náhradník po smrti poslance Micha'ela Reissera. Během několika týdnů do konce funkčního období Knesetu se již do jeho práce výrazněji nezapojil.